# LPGA KEB HanaBank Championship
Het LPGA KEB-HanaBank Championship is een jaarlijks golftoernooi voor vrouwen, dat deel uitmaakt van de LPGA Tour en de LPGA of Korea Tour. Het toernooi werd opgericht in 2002 als de CJ Nine Bridges Classic en vindt sinds 2008 plaats op de Ocean Course van de Sky 72 Golf Club in Incheon, Zuid-Korea.
Het toernooi wordt over drie dagen gespeeld in een strokeplay-formule en de cut wordt toegepast. Er kunnen maximaal 78 golfsters deelnemen aan dit toernooi.

## Golfbanen
| Jaren      | Golfbaan                        | Info                 |
| ---------- | ------------------------------- | -------------------- |
| 2002-2005  | Nine Bridges Golf Club          | Baanrecord: 62 (-10) |
| 2006-2007  | Mauna Ocean Golf & Resort       | Baanrecord: 66 (-6)  |
| 2008-heden | Sky 72 Golf Club (Ocean Course) | Baanrecord: 63 (-9)  |

## Toernooinamen
- 2001–2002: Sports Today CJ Nine Bridges Classic
- 2003–2005: CJ Nine Bridges Classic presented by Sports Today
- 2006: KOLON-Hana Bank Championship
- 2007–2009: Hana Bank-KOLON Championship
- 2010–2011: LPGA Hana Bank Championship Presented by SK Telecom
- 2012–heden: LPGA KEB-HanaBank Championship

## Winnaressen
| Jaar | Winnares                                                       | Score                                                          | Score                                                          | Info                                                           |
| ---- | -------------------------------------------------------------- | -------------------------------------------------------------- | -------------------------------------------------------------- | -------------------------------------------------------------- |
| 2001 | Toernooi geannuleerd vanwege de aanslagen op 11 september 2001 | Toernooi geannuleerd vanwege de aanslagen op 11 september 2001 | Toernooi geannuleerd vanwege de aanslagen op 11 september 2001 | Toernooi geannuleerd vanwege de aanslagen op 11 september 2001 |
| 2002 | Se Ri Pak                                                      | 213                                                            | –3                                                             |                                                                |
| 2003 | Ahn Shi-hyun                                                   | 204                                                            | –12                                                            |                                                                |
| 2004 | Grace Park                                                     | 200                                                            | –16                                                            |                                                                |
| 2005 | Lee Jee-young                                                  | 211                                                            | –5                                                             |                                                                |
| 2006 | Hong Jin-joo                                                   | 205                                                            | –11                                                            |                                                                |
| 2007 | Suzann Pettersen                                               | 141                                                            | –3                                                             | 36-holes (slechte speelomstandigheden)                         |
| 2008 | Candie Kung                                                    | 210                                                            | –6                                                             |                                                                |
| 2009 | Choi Na-yeon                                                   | 206                                                            | –10                                                            |                                                                |
| 2010 | Choi Na-yeon                                                   | 206                                                            | –10                                                            |                                                                |
| 2011 | Yani Tseng                                                     | 202                                                            | –14                                                            |                                                                |
| 2012 | Suzann Pettersen                                               | 204                                                            | –11                                                            |                                                                |
| 2013 | Amy Yang                                                       | 207                                                            | –9                                                             |                                                                |
| 2014 | Baek Kyu-jung                                                  | 278                                                            | –10                                                            |                                                                |

| Toernooirecord |  | po = winnares na play-off |